# 松林伯知 (3代目)
三代目 松林 伯知（しょうりん はくち、9月7日 - ）は、日本講談協会および落語芸術協会に所属する女性講談師。神田紅門下の真打。本名∶田中 真弓。

## 経歴
茨城県水戸市三の丸出身。東京女子大学文理学部史学科卒業、狂言研究会に所属。大学在学時から「笑芸人」編集部でアルバイトをしていた。
働きながら講談教室に通うようになり、2009年6月に神田紅に入門、11月に楽屋入り。前座となる。
2013年11月下席より二ツ目昇進。
2024年3月より真打に昇進し、「三代目松林伯知」を襲名した。落語芸術協会では同年5月上席より、落語家の春雨や風子改め雲龍亭雨花、山遊亭くま八改メ四代目山遊亭金太郎とともに真打昇進襲名披露興行を行う。

## 芸歴
- 2009年
  - 6月：神田紅に入門[1]。
  - 11月：楽屋入り、前座となる[1]。
- 2013年11月：二ツ目昇進[1]。
- 2024年3月：真打昇進、三代目松林伯知を襲名。

## 人物
- 趣味は映画、アニメ、ゲーム。B級ワンコイングルメやカレーの食べ歩き。日本酒ナビゲーター、神田カレーマイスターの資格を持つ[1][7]。
- 古典をこなす一方で、歴史好きを活かした幕末から昭和の人物伝、文化史の新作講談も手掛ける[7]。また、アニメ、ゲーム、昭和歌謡、映画などを題材にした新作講談も持つ。ネタ数は約150作以上[1]。
- 二ツ目まで名乗った「真紅」という名前は本名の「真弓」と師匠の「紅」の文字を組み合わせたもので、名付け親の紅には真打昇進後も引き続き名乗って欲しいという思いがあったが、襲名したいという本人の希望に押し切られた[8]。